# Любовь в «Восточном экспрессе»
«Любовь в „Восточном экспрессе“» (англ. Romance on The Orient Express) — британский телефильм 1985 года.

## Сюжет
Американка Лили путешествует на знаменитом «Восточном экспрессе» из Венеции в Париж и неожиданно сталкивается со своим прежним любовником Алексом. У них был нежный роман десятью годами ранее во время отдыха во Франции, но отношения резко оборвались, когда Алекс ушёл, не сказав ни слова. Теперь Алекс пытается наверстать упущенное время с Лили, в то время как она раскапывает его прошлое, желая узнать тайну, которая привела к разрыву.

## В ролях
- Шерил Лэдд – Лили Паркер
- Джон Гилгуд — Теодор
- Стюарт Уилсон — Алекс Вудворд
- Рене Эшерсон — Беатрис